# Magmatický oceán

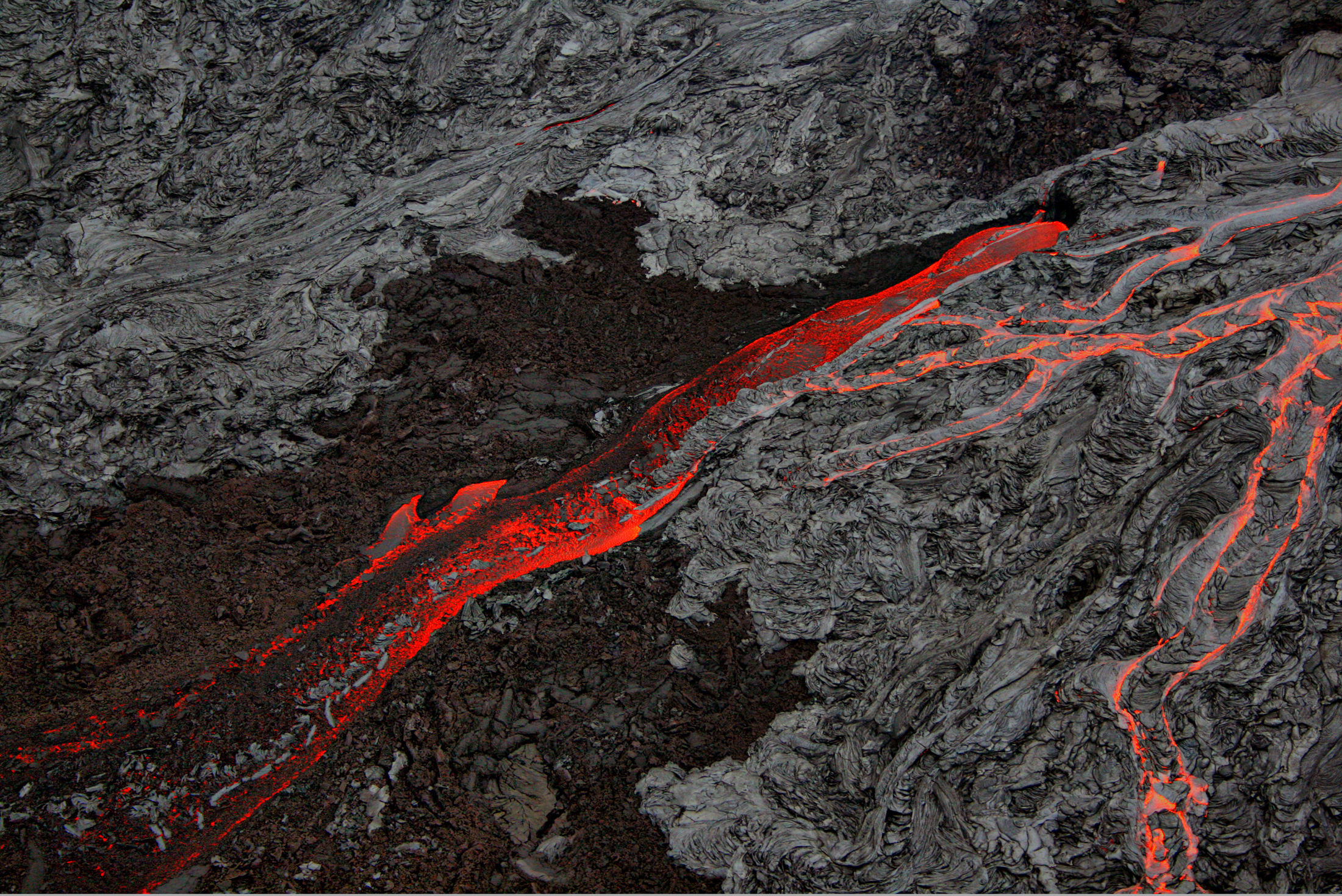
Ilustrativní fotografie Aa lávy, která často během erupce pokryje velkou oblast

Magmatický oceán je geologické označení pro rozsáhlou oblast vyvřelého magmatu na povrchu, které nejspíše vznikalo na začátku formování planet, během kterých byl jejich povrch roztavený a tedy bez pevné kůry. Tyto oblasti velmi pozvolna utuhly a vytvořily rozsáhlé oblasti vulkanických hornin.